# Медіапростір

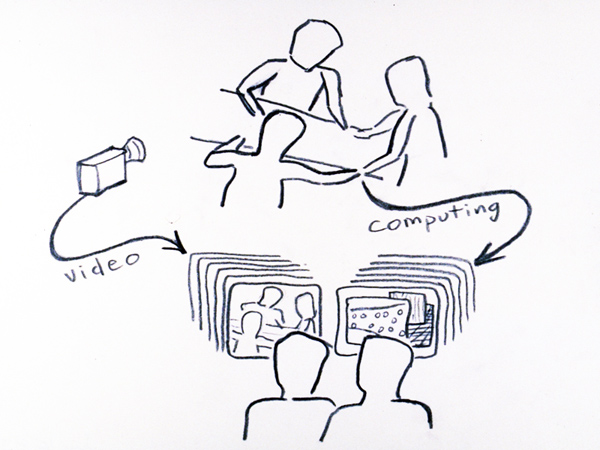
Оригінальна концепція Роберта Штультса (1982 р.), яка зображує медіапростір

Медіапростір (англ. Media space) — це «електронні умови, в яких групи людей можуть працювати разом, навіть якщо вони не знаходяться в одному й тому ж місці водночас. В медіапросторі, люди можуть створювати в реальному часі візуальні та звукові середовища, які охоплюють фізично розподілені площі. Вони також можуть контролювати запис, доступ та відтворення зображень і звуків з цих середовищах».
Медіапростори були предметом досліджень на чолі з Бобом Стултсом і Стівом Харрісоном в середині і в кінці-1980, в групі Smalltalk, яка входила до Xerox Palo Alto Research Center (PARC). Робота переросла в дизайн і галузь медіапростіру Software Concepts Laboratory, як частина більшого дослідження систем і медіа для підтримки процесу соціального проєктування.